# На ощупь
«На ощупь» — российский кинофильм, пятый полнометражный фильм Юрия Грымова.

## Сюжет
Глеб (Шагин) родился слепым, поэтому мир для него — лишь бесконечная цепочка осязательных ощущений. Про воспитавшего его деда (Баринов), отца (Балуев), ловко совмещавшего карьеры бандита и крупного чиновника, и даже первую любовь Настю (Наумова) он может рассказать только то, что смог непосредственно нащупать. Но вот однажды отца убивают, слепота вопреки всем законам офтальмологии отступает, а парень отправляется мстить, попутно познавая окружающую действительность.

## В ролях
- Антон Шагин — Глеб
- Александр Балуев — отец
- Наталья Наумова — Настя
- Валерий Баринов — дед Глеба
- Геннадий Бусыгин — Глеб в детстве
- Людмила Зайцева — бабушка
- Юрий Назаров — дед
- Рамиль Сабитов — главный бандит
- Виталий Хаев — Павел
- Александр Скляр — музыкант
- Игорь Савочкин — пленник
- Анатолий Семёнов — подручный
- Александр Сирин — офтальмолог
- Алёна Корнева — стриптизёрша Оля
- Нелли Селезнёва — менеджер стрипклуба
- Владимир Яглыч — хозяин Бумера
- Тагир Рахимов — бандит
- Ольга Лапшина — официантка
- Ирина Пичугина — девочка Настя
- Владислав Котлярский — мужчина в супермаркете
- Алла Фомичёва — девушка в супермаркете
- Юрий Грымов — эпизод
- Андрей Малахов — эпизод

## Съёмки
Съёмки происходили на киностудии «Мосфильм», в Измайловском парке Москвы и в Крыму.
Идея фильма принадлежит Левану Варази, грузинскому режиссёру и сценаристу, который вместе с Грымовым долго писал и переписывал сценарий.
В фильме впервые в России используется уникальная американская кинокамера. «У нас будут три сцены с этой камерой, — рассказывает Юрий Грымов. — Что это такое? Обычно камера делает 25 кадров в секунду. Если нам нужен рапид (замедление), например, показать, как медленно льётся вода, максимальное количество кадров можно увеличить до 250. А эта камера способна на 900 кадров в секунду. Мы работаем в категории 500 кадров. Эти сцены безумно красивы. Когда я прочитал о том, что в Америке появилась эта камера, и мне захотелось сделать в фильме сильное замедление, мы нашли это чудо техники. Она путешествует по миру, правда, ещё совсем немного, и к нам прибыла из Германии».